# Boarmia exelisia
Boarmia exelisia är en fjärilsart som beskrevs av Semper 1901. Boarmia exelisia ingår i släktet Boarmia och familjen mätare. Inga underarter finns listade i Catalogue of Life.